# ادروب (صعفان)

تعديل مصدري - تعديل

ادروب هي إحدى قرى عزلة بني عراف بمديرية صعفان التابعة لمحافظة صنعاء، بلغ تعداد سكانها 384 نسمة حسب تعداد اليمن لعام 2004.